# Gornja Šušnjara
Gornja Šušnjara is een plaats in de gemeente Štefanje in de Kroatische provincie Bjelovar-Bilogora. De plaats telt 48 inwoners (2001).